# M/S Calmare Nyckel
M/S Calmare Nyckel är ett skolfartyg för Sjöfartshögskolan i Kalmar vid Linnéuniversitetet. Hon byggdes 1969 av Mandal Slip og Mekaniske Verksted i Mandal i Norge.
Kalmar kommun köpte fartyget 1984, och hon byggdes om till skolfartyg. Calmare Nyckel togs över av sjöfartshögskolan 2001. Ett större renoverings- och moderniseringsprojekt slutfördes 2002, inklusive nya motorer och ny teknik för manövrering och radarövervakning.

## Bildgalleri

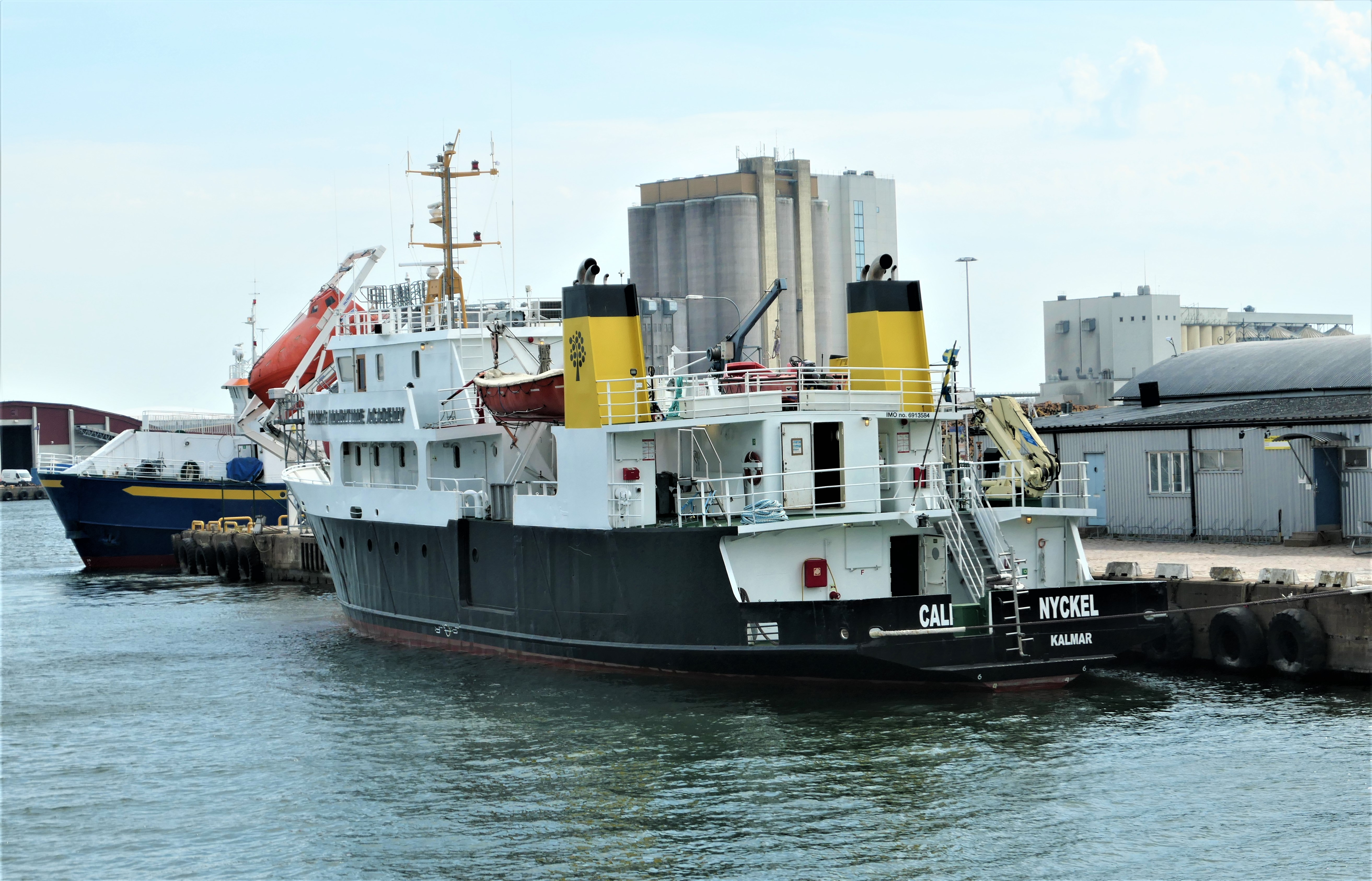
Calmare Nyckel
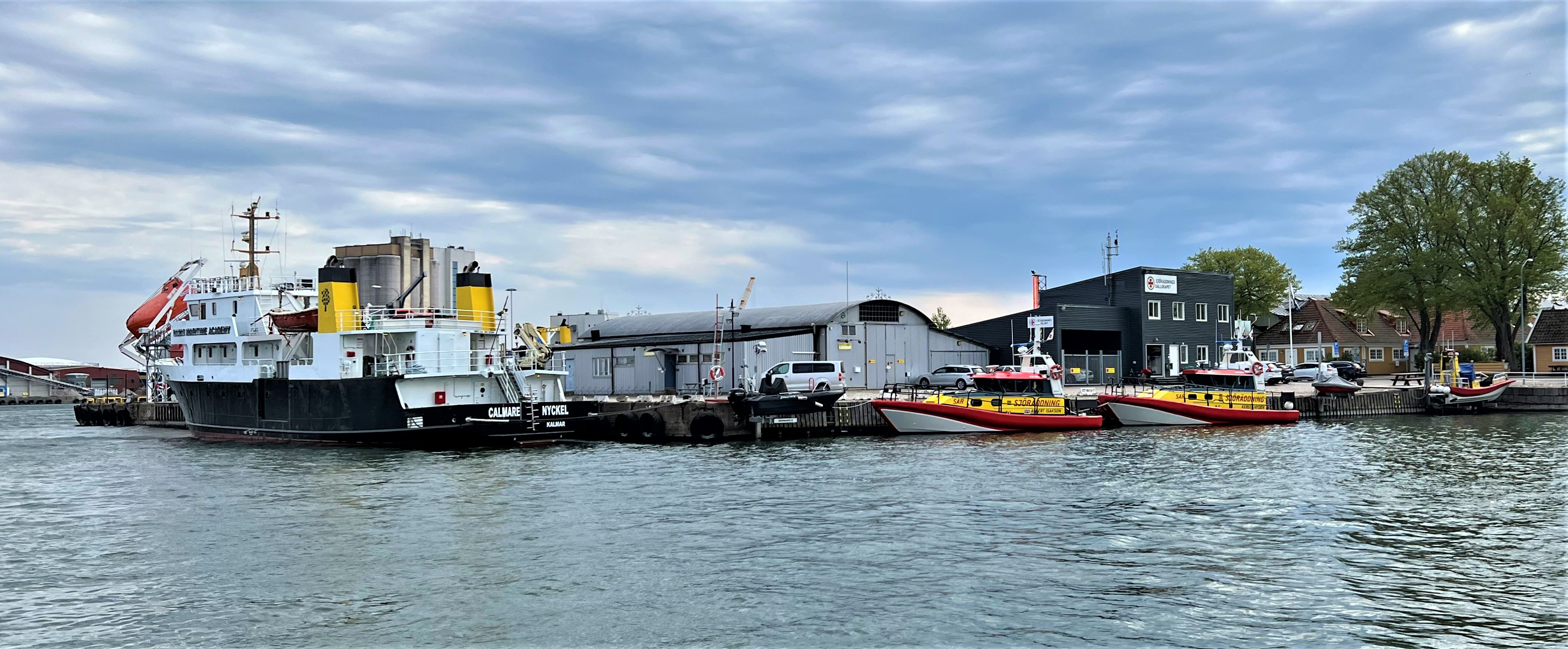
Tullhamnen i Kalmar med Calmare Nyckel och Räddningsstation Kalmar